# حسن علي بيومي
حسن علي بيومي سياسي يمني، وهو أوّل رئيس لوزراء ولاية عدن، ومؤسس ورئيس الحزب الوطني الاتّحادي، ولد في عدن في عام 1916 لأب وأم عربيين، وهو مصري الأصل، حيث هاجر جده من الفيوم إلى جيبوتي ثم انتقلت الأسرة إلى عدن، واستقرت في كريتر.
عرف عنه بأنه رجل مبادئ وجل وعدالة حيث قام بدوره السياسي للحصول على بيئة أفضل لسكان عدن.
خلال فترة حكم السير ويليام لوس كمحافظ لعدن أصبح بيومي وزير العمل. في هذا الدور نجح عبر المجلس التشريعي في إنشاء قانون جديد للعلاقات الصناعية مما أدى إلى وقف موجة الإضرابات السياسية وخلق فترة طويلة من السلام.
على الرغم من التهديد المستمر للاغتيال حافظ بيومي على ثبات أهدافه السياسية وكان الخيار الواضح ليعين عدن رئيس وزراء عدن الجديد. حيث قلده المنصب حاكم عدن السير تشارلز جونستون في 17 يناير من عام 1963 إلى 24 يونيو 1963.
كان بيومي جاد في عمله لكن التدخين المفرط والوزن الزائد لم يكونوا حلفاء جيدين ضد مرض السكري. في 7 أبريل 1963 نقل إلى مستشفى عدن بسبب الجلطة التاجية وبعد بضعة أسابيع في مستشفى عدن تم السماح له بالسفر إلى بريطانيا لتلقي العلاج المناسب.
حاول بيومي العيش حياة طبيعية في لندن ولكنه أصيب بوعكة صحية وتوفي في المستشفى في 24 يونيو 1963.